# فامباير (فلم)
فامباير (بالألمانية: Vampyr)، هي فيلم سينمائي ألماني فرنسي، تم عرض الفيلم سنة 1932 في ألمانيا الفايمار وفرنسا.

## المواقع الخارجية
- مقالات تستعمل روابط فنية بلا صلة مع ويكي بيانات
- فامباير متوفر للتحميل المجاني على أرشيف الإنترنت
- فامباير متوفر للتحميل المجاني على أرشيف الإنترنت
- Vampyr: From Carmilla to Carl Dreyer at Teleport City